# Нехат
Нехат (culpa) је један од најважнијих кривичноправних института. Он је у исто време и субјективни елеменат бића кривичног дела и степен кривице.

## Појам нехата
Нехат је лакши облик кривице и код њега постоји кривично дело само онда када је то законом изричито прописано. Међутим, чак и тада, казна за нехатно понашање је обавезно блажа него за умишљај. И неки други институти кривичног права се на нехат примењују другачије, или се чак уопште не примењују (нпр. покушај, саучесништво у ужем смислу, генерално-превентивна сврха казне се доводи у питање, а и нехатна дела подразумевају наступање последице).
Појам нехата се, као и појам умишљаја, заснива на два конститутивна елемента - вољи и свести.
Свест је интелектуални елемент и он означава да је учинилац био свестан да својим понашањем може изазвати кривично дело.
Воља је волунтаристички елемент и он претпоставља постојање одлуке учиниоца да предузме радњу којом ће остварити кривично дело, одн. да ли он пристаје на то да може извршити кривично дело.

## Врсте нехата
Закон познаје две врсте нехата:

#### Свесни нехат
Свесни нехат постоји онда када је учинилац свестан да својом радњом може учинити дело (свест - одн. интелектуални елеменат), али олако држи да до тога неће доћи, или да то може да спречи (воља - одн. волунтаристички елеменат), из једног од два разлога:
1. у првој ситуацији он прецењује своје способности (нпр. по лошем времену вози неприлагођеном брзином, зато што негде жури, уздајући се у то да му се ништа неће десити, јер је добар возач, па изазове удес - самопоуздање);
2. у другој ситуацији он погрешно процењује објективну ситуацију (вози једносмерном улицом у погрешном смеру, надајући се да за то време из другог правца неће наићи нико, а то се ипак деси и дође до незгоде - поуздање).

#### Несвесни нехат
Несвесни нехат постоји у случају када не постоји психичка веза између учиниоца и дела, одн. не постоји ни интелектуални, ни волунтаристички елеменат. Учинилац апсолутно није био свестан тога да својом радњом може проузроковати кривично дело (нпр. жена која чисти кућу, за тренутак остави саксију цвећа на симсу, а она падне и тешко повреди пролазника. Или чува киселину у флаши од сока, па се неко отрује попивши је, мислећи да је у флаши сок).
Међутим закон захтева одговорност и за ову врсту нехата, али поставља два додатна услова који се морају испунити кумулативно. Први услов јесте објективне природе и он тражи да је учинилац био дужан да предвиди последицу, док други (субјективни) услов захтева да је учинилац, према својим способностима, могао то да уради. Његова способност предвиђања, у сваком конкретном случају, цени се према способности просечне људске особе. Тако ако је учинилац, по својим способностима, испод просека НЕЋЕ бити одговоран за дело учињено из несвесног нехата. Иста је ситуација и ако је особа натпросечна, што је, веома глупо решење, али би постојала дискриминација способнијих лица да се од њих захтева више него од оних мање способних.